# Głogowec
Głogowec (bułg. Глоговец) – wieś w Bułgarii, w obwodzie Wielkie Tyrnowo, w gminie Elena. W 2024 roku liczyła 15 mieszkańców.